# Peloroplites
Peloroplites – rodzaj ankylozaura z rodziny nodozaurów (Nodosauridae). Żył we wczesnej kredzie na terenie dzisiejszej Ameryki Północnej. Jego szczątki odkryto w datowanych na apt i alb (116–109 mln lat temu) osadach formacji Cedar Mountain w stanie Utah w Stanach Zjednoczonych. Peloroplites został opisany w oparciu (CEUM 26331) o niekompletną czaszkę i liczne kości szkieletu pozaczaszkowego pochodzące z tego samego stanowiska. Egzemplarze te zostały desygnowane na paratypy. Rodzaj obejmuje jeden gatunek – Peloroplites cedrimontanus – opisany przez Kennetha Carpentera i współpracowników w 2008.

## Morfologia
Peloroplites, mierząc około 5–5,5 m długości, osiągał rozmiary zbliżone do zauropelty i był jednym z największych nodozaurów. Żył w okresie, gdy u ankylozaurów przejawiała się tendencja do zwiększania rozmiarów. Czaszka mierzyła około 56 cm długości i była szeroka na 35,5 cm na wysokości oczu. Nie miała zębów dziobowych, jedynie niewielkie rogowe zgrubienia. Górna część czaszki była tylko lekko wypukła. Jedyny zachowany ząb policzkowy był duży i kształtem przypominał zęby prikonodona, innego nodozauryda żyjącego w tym samym czasie. Zachowała się tylna połówka masywnie zbudowanej żuchwy.
Zachowały się kości każdej części ciała z wyjątkiem kończyn tylnych. Podobnie jak u sylwizaura sześć połączonych kręgów wspierało kość miedniczną. Kości biodrowe zdają się rozszerzać o 55°, podczas gdy dla innych nodozaurów wartość ta wynosi 30–40° – może to być jednak anomalia w zapisie kopalnym. W przeciwieństwie do innych przedstawicieli Nodosauridae kość łokciowa była długa i prosta, a kość skokowa nie była połączona z piszczelą.

## Paleobiologia i paleoekologia
Peloroplites został odnaleziony w mułowcach, na stanowisku z którego pochodzą również skamieniałości żółwi, pterozaurów, czterech osobników nieopisanego jeszcze brachiozauryda, bazalnego ankylozauryda Cedarpelta oraz ornitopodów z grupy iguanodontów. Ankylozaury zaczęły zwiększać swoje rozmiary na granicy aptu i albu; zarówno Cedarpelta jak i Peloroplites są podobnej wielkości co Sauropelta – żyjący w tym samym czasie nodozauryd z formacji Cloverly na terenie dzisiejszych stanów Montana i Wyoming. Wiele izolowanych kości ze starszych pokładów formacji Cedar Mountain, przypisywanych zauropelcie, może w rzeczywistości należeć do przedstawicieli rodzaju Peloroplites.
Ankylozaury były czworonożnymi zwierzętami, żywiącymi się nisko rosnącą roślinnością. Duże zęby i masywne szczęki sugerują, że Peloroplites żywił się twardszymi roślinami niż jakikolwiek inny ankylozaur.